# 马克·杰克逊 (1975年)
马克·安东尼·杰克逊（英語：Marc Anthony Jackson，1975年1月16日—），美国NBA联盟职业篮球运动员。他在1997年的NBA选秀中第2轮第9顺位被金州勇士选中。